# 日本優越投資法人
日本優越投資法人(Japan Excellent, Inc. 或 ジャパンエクセレント投資法人)，（東證1部：8987）由日本優越資產管理股份有限公司旗下信託管理，主要經營日本所有房產產業。包括東京、大阪、名古屋等地區資產。
而每年財政年度則為12月31日止。
其股份自2006年於東京證券交易所房地產信託基金板上市。